# Yetzer hará
En el Judaísmo, yetzer hara (en hebreo: יֵצֶר הַרַע‎ yēṣer haraʿ‍) es la inclinación congénita a hacer el mal, violando la voluntad de Dios. El término procede de la frase "la imaginación del corazón del hombre [es] malvada" (יֵצֶר לֵב הָאָדָם רַע, yetzer lev-ha-adam ra), que aparece dos veces al principio de la Torá (Génesis 6: 5 y Génesis 8:21).  
La palabra hebrea "yetzer", que aparece dos veces en el Génesis, se repite al final de la Torá: "Conocí sus maquinaciones". Así, de principio a fin, el "yetzer" (plan) del corazón se inclina continuamente hacia el mal. Sin embargo, la Torá que comenzó con la bendición anticipa la bendición futura  que vendrá como resultado de que Dios circuncidará el corazón en los últimos días.
En el judaísmo tradicional, el ietzer hará no es una fuerza demoníaca, sino el mal uso que el hombre hace de las cosas que el cuerpo físico necesita para sobrevivir. Así, la necesidad de comida se convierte en gula debido al yetzer hara. La necesidad de procrear se convierte en promiscuidad, y así sucesivamente.
El concepto judío del yetzer hara es similar al concepto cristiano de una "naturaleza pecaminosa" conocida como concupiscencia, que es la tendencia de los seres humanos a pecar. Sin embargo, la concupiscencia proviene explícitamente del pecado original, mientras que el ietzer hará es parte natural de la creación de Dios.
Según el tratado talmúdico Avot de-Rabí Natan, la inclinación al mal de un niño es mayor que su inclinación al bien hasta que cumple 13 años (bar mitzvah), momento en el que la inclinación al bien "nace" y es capaz de controlar su comportamiento. Además, los rabinos han afirmado: "Cuanto mayor es el hombre, mayor es su inclinación [al mal]".

## El libre albedrío y la elección entre inclinaciones malas y buenas
El principio subyacente en el pensamiento judío afirma que cada persona -judía y gentil por igual- nace con una inclinación al bien y otra al mal. Poseer una inclinación al mal no se considera malo ni anormal. El problema, sin embargo, surge cuando uno elige voluntariamente "cruzar la línea" y busca gratificar su inclinación al mal, basándose en los modelos prototípicos del bien y el mal de la Biblia hebrea. Esta noción está sucintamente expresada en el Talmud de Babilonia: "Todo está determinado por el cielo, excepto el temor al cielo", lo que significa que todo en la vida de una persona está predeterminado por Dios, excepto la elección de esa persona de ser justa o malvada, que se deja a su libre albedrío.
La Biblia afirma que toda persona sucumbe en alguna ocasión a su inclinación al mal: "Porque no hay justo en la tierra que haga el bien y no peque". El Talmud habla de la dificultad de superar la inclinación al mal: "¿A qué se parece la inclinación al mal en el hombre? Es como un padre que coge a su hijo pequeño, le baña, le rocía con perfume, le peina, le viste con sus mejores galas, le da de comer, le da de beber, le pone una bolsa de dinero al cuello, y luego se va y pone a su hijo en la puerta de un burdel. ¿Qué puede hacer el chico para no pecar?". En reconocimiento de esta dificultad, se dice que el arrepentimiento (y en algunos casos, la aflicción) expía la mayoría de los pecados, mientras que la preponderancia de las buenas obras lo mantiene dentro de la clase general de los hombres buenos.
Maimónides dio instrucciones sobre cómo considerar la Inclinación al Mal y las dificultades que se derivan de ella:

...Por lo tanto, que un hombre prepare su propia mente y pida a Dios que cualquier cosa que alguna vez le suceda en este mundo, ya sea de las cosas que son por la providencia de Dios buenas, o de las cosas que son por Él malas, que la razón [de su ocurrencia] sea para que pueda alcanzar la verdadera felicidad. Ahora bien, esto se ha dicho con respecto a la Inclinación al Bien [en el hombre] y con respecto a [su] Inclinación al Mal, es decir, para que pueda poner en su corazón el amor a Dios y su fe [continua] en Él, incluso en una hora de rebelión o de ira o de disgusto, viendo que todo esto gira en torno a la Inclinación al Mal [del hombre], tal como han dicho: 'En todos tus caminos reconócelo', [incluso] en un asunto que implique transgresión.

Moshe Jaim Luzzatto escribió en Derej Hashem que "El hombre es la criatura creada con el propósito de acercarse a Dios. Está situado entre la perfección y la deficiencia, con el poder de ganarse la perfección. Sin embargo, el hombre debe ganarse esta perfección mediante su libre albedrío... Por lo tanto, las inclinaciones del hombre están equilibradas entre el bien (Yetzer HaTov) y el mal (Yetzer HaRa), y no está obligado a ninguna de ellas. Tiene el poder de elegir y es capaz de escoger cualquiera de los dos lados a sabiendas y voluntariamente..."

### El poder interior del hombre para vencer el pecado
Aunque Dios ha creado al hombre con inclinaciones buenas y malas, los dos poderes o tendencias que tiran de él en direcciones opuestas, Dios ordena a cada hombre que elija el camino bueno y recto sobre el malo. En la narración de Caín y Abel, Dios le dice a Caín: "¿No es verdad que si haces el bien, serás perdonado? Sin embargo, si no quieres hacer el bien, es porque el pecado se agazapa a la entrada [de tu corazón], y para ti será su anhelo, aunque tengas la capacidad de someterlo." El comentarista medieval Rashi explica: "y para ti será su anhelo", es decir, el anhelo del pecado -es decir, la inclinación al mal- que constantemente anhela y desea hacerte tropezar... "aunque tienes la capacidad de dominarlo", es decir, si una persona lo desea, lo dominará.
La implicación es que cada hombre es capaz de superar el pecado si realmente lo desea. Esto puede ser difícil o no, y puede requerir cierto reacondicionamiento, pero sigue siendo posible.
Aunque hay muchos vicios, los Sabios de Israel han dicho que la mayoría de la gente se siente atraída por "robar" lo que no le pertenece (גזל) mientras que son menos los que se inclinan por "descubrir la desnudez" de los demás (גלוי עריות),  un eufemismo para referirse a la lascivia. Sobre la lujuria, Shalom Shabazi (1619- c. 1720) la califica de "fenómeno del alma" y expone las formas en que una persona tentada por la lujuria puede superar el impulso, sin dejarse arrastrar por sus garras.

## Papel positivo de la inclinación al mal
Sin embargo, las fuentes rabínicas también describen el yetzer hara (cuando se canaliza adecuadamente) como necesario para la continuación de la sociedad, ya que la lujuria sexual motiva la formación de familias y la codicia motiva el trabajo:

El rabino Nahman bar Samuel bar Najman dijo en nombre del rabino Samuel bar Nachman: ... "Y he aquí que era muy bueno" (HE) - esto se refiere al yetzer hara. Pero, ¿es el "yetzer hara" realmente muy bueno? - Si no fuera por el yetzer hara, un hombre no construiría una casa, ni se casaría con una mujer, ni tendría hijos, ni se dedicaría a los negocios.

## Personificación del mal
Aunque algunos grupos antiguos de judíos parecen haber creído en la existencia del mal sobrenatural, en particular los ángeles caídos (como en los rollos del Mar Muerto), el yetzer hara en las fuentes no apócrifas se presenta como una personificación del mal distinta del Diablo sobrenatural del cristianismo y el islam tradicionales. Esta tendencia a desmitificar a Satán se encuentra en el Talmud de Babilonia y en otras obras rabínicas, p. ej: "Resh Laqish dijo: satán, la inclinación al mal y el Ángel de la Muerte son todos uno". Sin embargo, cabe destacar que éste y otros pasajes del Talmud no niegan la existencia externa de Satán, sino que crean una síntesis entre las fuerzas externas e internas del mal. También pueden encontrarse tendencias similares en algunos escritores cristianos de la Ilustración, como en los escritos religiosos de Isaac Newton.

### Contrarrestar los efectos de la Yetzer hará
Muchos de los decretos promulgados por los rabinos a lo largo de los siglos son verdaderas "salvaguardias" para distanciar a la persona de su inclinación natural y dificultarle el pecado. La prohibición de David contra el yichud (el decreto que prohíbe a un hombre recluirse en una habitación con una mujer ajena a él), y las normas que delinean la conducta de los judíos al entrar en una casa de baños pública, son sólo algunos ejemplos.